# Josh e Benny Safdie
Joshua Safdie, detto Josh (New York, 3 aprile 1984), e  Benjamin Safdie, detto Benny (New York, 24 febbraio 1986), sono due fratelli registi, sceneggiatori e attori statunitensi.

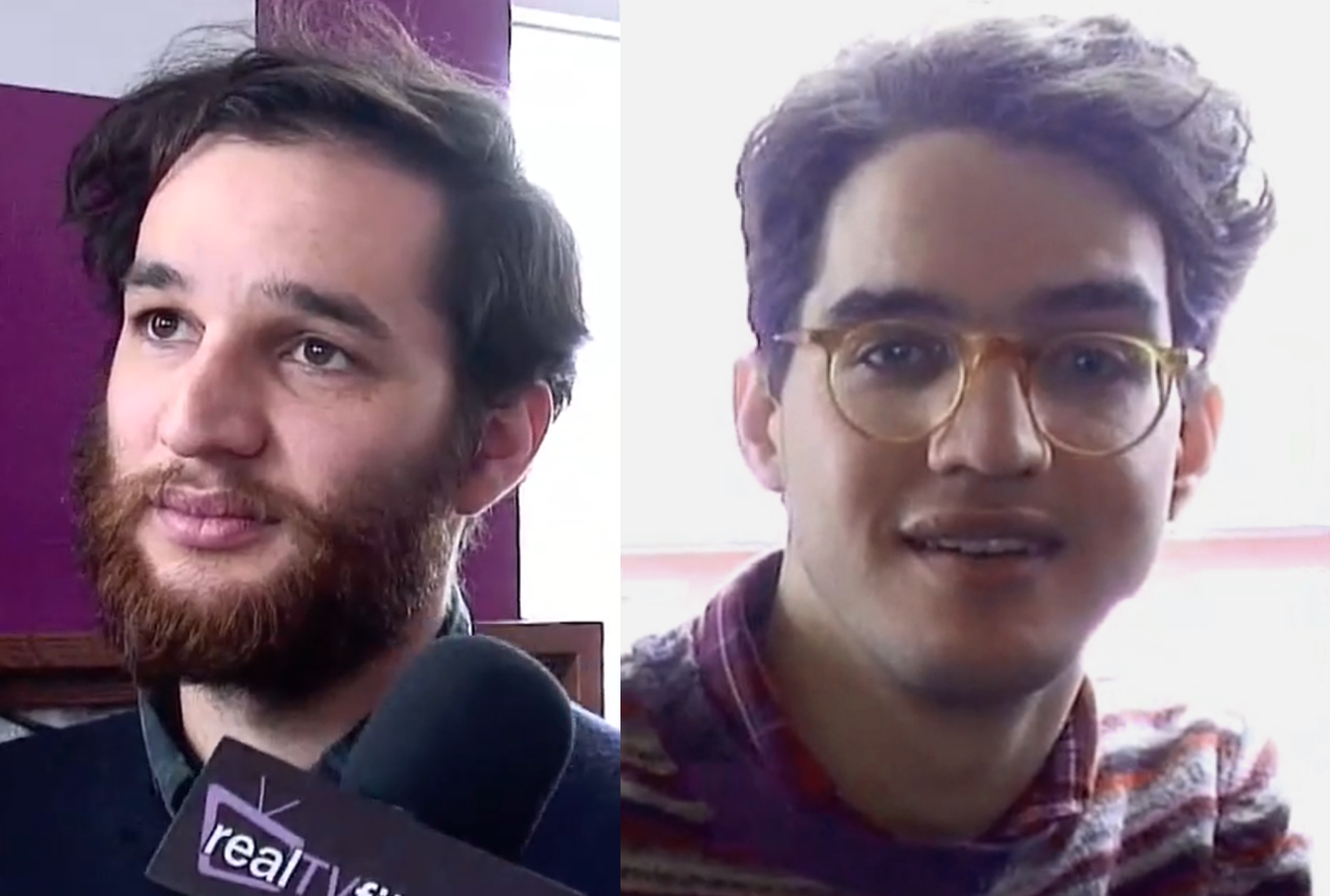
Josh e Benny Safdie al Sundance Film Festival 2010

Oltre a scrivere, dirigere e recitare, sia Josh che Benny ricoprono una varietà di posizioni chiave tra cui, montaggio, direzione della fotografia, mixaggio del suono e produzione dei loro film. Attivi nel cinema indipendente statunitense, sono noti principalmente per i film Good Time (2017) e Diamanti grezzi (2019).

## Biografia
Nati e cresciuti a New York, i Safdie sono pronipoti da parte di padre, di famiglia ebrea siriana, dell'architetto israeliano Moshe Safdie. I loro genitori, entrambi molto giovani, divorziano quando Josh aveva due anni e Benny appena sei mesi; i due fratelli trascorrono l'infanzia tra la casa della madre a Manhattan e quella del padre nel Queens. Ispirati dal padre Alberto, accanito videoamatore italo-francese, si interessano al cinema fin dall'infanzia, iniziando col girare dei brevi Super 8. Josh si iscrive alla facoltà di cinema dell'Università di Boston, mentre Benny si appassiona brevemente all'astrofisica. Abbandonata quest'ultima, si iscrive allo stesso corso del fratello maggiore dopo aver assistito a una lezione di cinema in cui veniva proiettato Il posto di Ermanno Olmi.

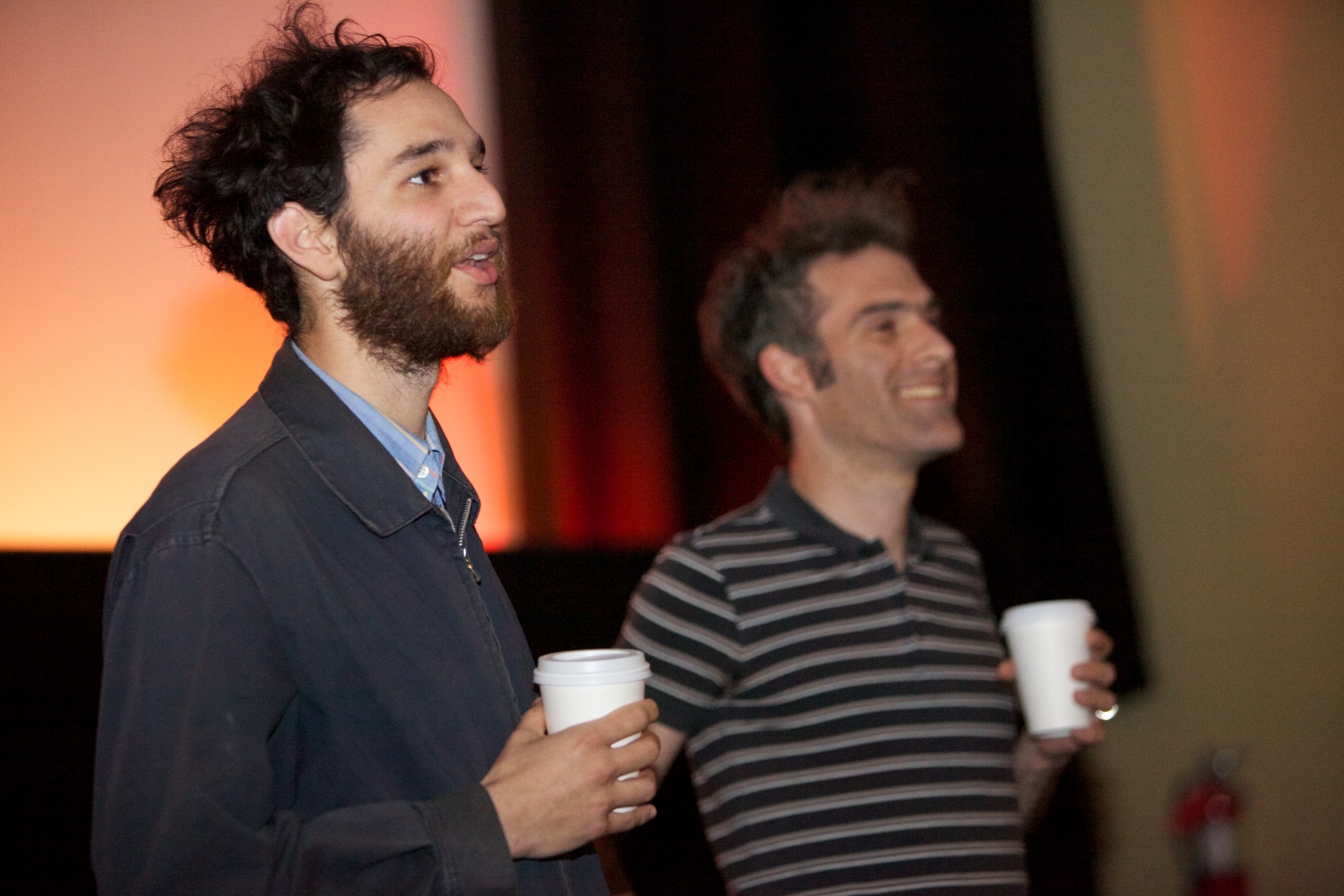
Josh Safdie e un collaboratore frequente del duo, Ronald Bronstein

All'università i due fratelli formano, assieme ai compagni di corso Alex Kalman, Zachary Treitz, Brett Jutkiewicz e Sam Lisenco, il collettivo Red Bucket Films, dove si formano realizzando cortometraggi a basso budget in cui ricoprono di volta in volta i ruoli di registi, sceneggiatori, attori, direttori della fotografia e montatori. Nel 2007 la Red Bucket, alla ricerca di finanziamenti per un nuovo progetto, dirige un cortometraggio a fini promozionali per il marchio Kate Spade: quando gli viene commissionato un altro cortometraggio simile, Josh finisce per trasformarlo nel proprio lungometraggio d'esordio, The Pleasure of Being Robbed. Il film viene presentato alla Quinzaine des Réalisateurs del Festival di Cannes 2008, unico film statunitense della sezione oltre al cortometraggio The Acquaintances of a Lonely John, scritto e diretto da un appena diciottenne Benny.
Nel 2009 i Safdie passano per la prima volta assieme dietro la macchina da presa per dirigere Daddy Longlegs, ispirato al loro rapporto col padre durante l'infanzia: il film vince il premio John Cassavetes agli Independent Spirit Awards 2011 come miglior film indipendente realizzato con un budget al di sotto dei 500.000 dollari. Lo stesso anno esce Buttons, risultato di un progetto sperimentale durato tre anni in cui i componenti della Red Bucket riprendeva continuativamente l'ambiente cittadino attorno a loro tramite videocamere nascoste. Nel 2012 il loro corto The Black Balloon vince il premio della giuria per il miglior cortometraggio al Sundance Film Festival 2012, mentre nel 2013 dirigono il documentario Lenny Cooke, sull'ascesa e crollo professionale e personale dell'omonimo cestista statunitense.
L'anno seguente dirigono il film Heaven Knows What, basato sulla vita da tossicodipendente senza fissa dimora dell'appena ventenne Arielle Holmes, attrice protagonista non professionista del film, scoperta per caso dai Safdie durante la ricerca di alcune location per un film che stavano sviluppando dal 2009, Diamanti grezzi. Il film ottiene diversi riconoscimenti nel circuito indipendente, tra cui il primo premio al Tokyo International Film Festival. È anche il primo film prodotto dai Safdie attraverso la propria casa di produzione, l'Elara Pictures.
L'interessamento dell'attore Robert Pattinson spinge i registi a ritardare nuovamente Diamanti grezzi per creare un progetto appositamente per l'attore, coinvolto in prima persona nel processo creativo. Il risultato è il loro film di maggior profilo fino a quel momento, Good Time, un thriller dai toni neo-noir su di un rapinatore che cerca di far evadere suo fratello con disturbi mentali, incarcerato a causa sua. Presentato in concorso al Festival di Cannes 2017, il film ottiene un'accoglienza positiva da parte della critica, venendo incluso nella classifica dei migliori film dell'anno da Sight and Sound e Cahiers du cinéma. Ottiene anche diversi premi della critica e del circuito indipendente, tra cui cinque candidature agli Independent Spirit Awards 2018.
Diamanti grezzi alla fine si concretizza nel 2019, con la produzione esecutiva di Martin Scorsese. Thriller scritto ispirandosi alle esperienze del padre nel Diamond District di Manhattan, il film viene nuovamente accolto il maniera unanimemente positiva dalla critica e fa guadagnare per la prima volta ai Safdie il riconoscimento da parte del grande pubblico, con quasi 50 milioni di dollari di incasso in patria, grazie anche a un budget considerevolmente più ampio dei precedenti e un cast di rilievo con protagonista Adam Sandler in un ruolo drammatico. Il film viene inserito dalla National Board of Review tra i dieci migliori dell'anno, che premia i Safdie anche con la miglior sceneggiatura originale.

## Filmografia

### Registi

#### Cinema
- Lethargy – cortometraggio (2002) - solo Josh
- Alberto Lives in a Bathroom – cortometraggio (2004) - solo Josh
- The Adventures of Slaters's Friend – cortometraggio (2005)
- I Think I'm Missing Parts – cortometraggio (2006) - solo Josh
- We're Going to the Zoo – cortometraggio (2006) - solo Josh
- If You See Something, Say Something – cortometraggio (2006) - solo Josh
- The Back of Her Head – cortometraggio (2007) - solo Josh
- The Pleasure of Being Robbed (2008) - solo Josh
- The Story of Charles Riverbank – cortometraggio (2008) - solo Benny
- The Acquaintances of a Lonely John – cortometraggio (2008) - solo Benny
- Daddy Longlegs (2009)
- John's Gone – cortometraggio (2010)
- Straight Hustle – cortometraggio (2011)
- Buttons – documentario (2011)
- The Black Balloon – cortometraggio (2012)
- The Trophy Hunter – cortometraggio (2012)
- Lenny Cooke – documentario (2013)
- Heaven Knows What (2014)
- Good Time (2017)
- Diamanti grezzi (Uncut Gems) (2019)
- Goldman v Silverman – cortometraggio (2020)
- The Smashing Machine (2025) - solo Benny
- Marty Supreme (2025) - solo Josh

#### Televisione
- Adam Sandler: Love You – film TV (2024) - solo Josh

#### Video musicali
- The Pure and the Damned – Oneohtrix Point Never (2017)
- Marcy Me – Jay-Z (2017)
- Lost But Never Alone – Oneohtrix Point Never (2020)

### Sceneggiatori

#### Cinema
- Lethargy – cortometraggio (2002) - solo Josh
- Alberto Lives in a Bathroom – cortometraggio (2004) - solo Josh
- The Adventures of Slaters's Friend – cortometraggio (2005)
- I Think I'm Missing Parts – cortometraggio (2006) - solo Josh
- We're Going to the Zoo – cortometraggio (2006) - solo Josh
- If You See Something, Say Something – cortometraggio (2006)
- The Back of Her Head – cortometraggio (2007)
- The Pleasure of Being Robbed (2008) - solo Josh
- The Story of Charles Riverbank – cortometraggio (2008) - solo Benny
- The Acquaintances of a Lonely John – cortometraggio (2008) - solo Benny
- Daddy Longlegs (2009)
- John's Gone – cortometraggio (2010)
- The Black Balloon – cortometraggio (2012)
- The Trophy Hunter – cortometraggio (2012)
- Heaven Knows What (2014) - solo Josh
- Good Time (2017) - solo Josh
- Diamanti grezzi (Uncut Gems) (2019)
- The Smashing Machine (2025) - solo Benny
- Marty Supreme (2025) - solo Josh

#### Televisione
- The Curse – serie TV, 10 episodi (2023-2024) - solo Benny

### Attori

#### Cinema
- Alberto Lives in a Bathroom – cortometraggio (2004) - solo Benny
- I Think I'm Missing Parts – cortometraggio (2006) - solo Benny
- If You See Something, Say Something – cortometraggio (2006) - solo Benny
- We're Going to the Zoo – cortometraggio (2006) - solo Josh
- The Back of Her Head – cortometraggio (2007) - solo Josh
- The Pleasure of Being Robbed (2008) - solo Josh
- Yeast, regia di Mary Bronstein (2008)
- The Acquaintances of a Lonely John – cortometraggio (2008) - solo Benny
- Motel Woodstock (Taking Woodstock), regia di Ang Lee (2009) - solo Josh
- Daddy Longlegs (2009) - solo Josh
- La corsa, regia di Trevor Joyce – cortometraggio (2009)
- John's Gone – cortometraggio (2010) - solo Benny
- Lydia Hoffman Lydia Hoffman, regia di Dustin Guy Defa – cortometraggio (2013) - solo Josh
- Hellaware, regia di Michael M. Bilandic (2013) - solo Josh
- Stand Clear of the Closing Doors, regia di Sam Fleischner (2013) - solo Josh
- Questo sentimento estivo (Ce sentiment de l'été), regia di Mikhaël Hers (2015) - solo Josh
- My Art, regia di Laurie Simmons (2016) - solo Josh
- Person to Person, regia di Dustin Guy Defa (2017) - solo Benny
- Ezer Kenegdo, regia di Deniz Demirer e Daniel Kremer (2017) - solo Josh
- Good Time (2017) - solo Benny
- Goldman v Silverman – cortometraggio (2020) - solo Benny
- Pieces of a Woman, regia di Kornél Mundruczó (2020) - solo Benny
- Licorice Pizza, regia di Paul Thomas Anderson (2021) - solo Benny
- Stars at Noon - Stelle a mezzogiorno (Stars at Noon), regia di Claire Denis (2022) - solo Benny
- Ci sei Dio? Sono io, Margaret (Are You There, God? It's Me, Margaret), regia di Kelly Fremon Craig (2023) - solo Benny
- Oppenheimer, regia di Christopher Nolan (2023) - solo Benny
- Un tipo imprevedibile 2 (Happy Gilmore 2), regia di Kyle Newacheck (2025) - solo Benny

#### Televisione
- Togetherness – serie TV, episodio 2x03 (2016)
- Obi-Wan Kenobi – serie TV, episodio 1x01 (2022) - solo Benny
- The Curse – serie TV, 10 episodi (2023-2024) - solo Benny

### Montatori

#### Cinema
- The Adventures of Slaters's Friend – cortometraggio (2005) - solo Benny
- If You See Something, Say Something – cortometraggio (2006) - solo Benny
- The Pleasure of Being Robbed (2008)
- The Acquaintances of a Lonely John – cortometraggio (2008) - solo Benny
- Daddy Longlegs (2009)
- John's Gone – cortometraggio (2010)
- The Surprise Tour, regia di Eric J. Williams – documentario (2010)
- Buttons – documentario (2011)
- The Black Balloon – cortometraggio (2012)
- The Trophy Hunter – cortometraggio (2012) - solo Josh
- Lenny Cooke – documentario (2013) - solo Benny
- Heaven Knows What (2014) - solo Benny
- Good Time (2017) - solo Benny
- Diamanti grezzi (Uncut Gems) (2019) - solo Benny
- The Smashing Machine (2025) - solo Benny

#### Televisione
- The Curse – serie TV, episodio 1x08 (2023) - solo Benny

#### Video musicali
- Lost But Never Alone – Oneohtrix Point Never (2020) - solo Benny

### Produttori

#### Cinema
- We're Going to the Zoo – cortometraggio (2006) - solo Josh
- The Back of Her Head – cortometraggio (2007) - solo Josh
- The Pleasure of Being Robbed (2008) - solo Josh
- The Acquaintances of a Lonely John – cortometraggio (2008) - solo Benny
- John's Gone – cortometraggio (2010)
- Funny Pages, regia di Owen Kline (2022)
- If I Had Legs I'd Kick You, regia di Mary Bronstein (2025) - solo Benny
- The Smashing Machine (2025) - solo Benny
- Marty Supreme (2025) - solo Josh

#### Televisione
- The Curse – serie TV, 10 episodi (2023-2024)
- La grande truffa dei call center (Telemarketers) – miniserie TV, 3 puntate (2023)
- Thank You Very Much – film TV, regia di Alex Braverman (2023)
- Love Has Won - Il culto di Madre Dio (Love Has Won: The Cult of Mother God) – miniserie TV, 3 puntate (2023)
- Ren Faire – miniserie TV, 3 puntate (2024)
- Adam Sandler: Love You – film TV (2024) - solo Josh
- Pee-wee as Himself – miniserie TV, 2 puntate (2025)

### Direttori della fotografia
- If You See Something, Say Something – cortometraggio (2006) - solo Josh
- The Pleasure of Being Robbed (2008) - solo Josh
- Yeast, regia di Mary Bronstein (2008) - solo Josh
- The Story of Charles Riverbank – cortometraggio (2008) - solo Josh
- Daddy Longlegs (2009) - solo Josh
- John's Gone – cortometraggio (2010) - solo Josh
- Buttons – documentario (2011)
- The Trophy Hunter – cortometraggio (2012) - solo Josh
- Lenny Cooke – documentario (2013) - solo Josh
- Goldman v Silverman – cortometraggio (2020) - solo Josh

## Riconoscimenti
- Critics' Choice Awards
  - 2020 – Candidatura al miglior regista per Diamanti grezzi
- Festival di Cannes
  - 2008 – In competizione per la Caméra d'or (Josh) per The Pleasure of Being Robbed
  - 2008 – In competizione per il premio CICAE (Josh) per The Pleasure of Being Robbed
  - 2009 – In competizione per il premio CICAE per Daddy Longlegs
  - 2017 – In competizione per la Palma d'oro per Good Time
- Gotham Independent Film Awards
  - 2015 – Candidatura al miglior film per Heaven Knows What
  - 2017 – Candidatura al miglior film per Good Time
  - 2019 – Candidatura al miglior film per Diamanti grezzi
- Independent Spirit Awards
  - 2011 – Premio John Cassavetes per Daddy Longlegs
  - 2016 – Candidatura al premio John Cassavetes per Heaven Knows What
  - 2016 – Candidatura al miglior montaggio (Benny) per Heaven Knows What
  - 2018 – Candidatura al miglior regista per Good Time
  - 2018 – Candidatura al miglior attore non protagonista (Benny) per Good Time
  - 2018 – Candidatura al miglior montaggio (Benny) per Good Time
  - 2020 – Miglior regista per Diamanti grezzi
  - 2020 – Miglior montaggio (Benny) per Diamanti grezzi
  - 2020 – Candidatura alla miglior sceneggiatura per Diamanti grezzi
- Locarno Film Festival
  - 2017 – In competizione per il Variety Piazza Grande Award per Good Time
- Mostra internazionale d'arte cinematografica di Venezia
  - 2014 – Premio CICAE per Heaven Knows What
  - 2014 – In competizione per il premio Orizzonti per il miglior film per Heaven Knows What
  - 2025 – In competizione per il Leone d'oro al miglior film (Benny) per The Smashing Machine
- National Board of Review Awards
  - 2019 – Miglior sceneggiatura originale per Diamanti grezzi
- New York Film Critics Circle Awards
  - 2019 – Miglior regista per Diamanti grezzi
- San Diego Film Critics Society Awards
  - 2019 – Miglior regista per Diamanti grezzi
  - 2019 – Candidatura al miglior montaggio (Benny) per Diamanti grezzi
  - 2019 – Candidatura alla miglior sceneggiatura originale per Diamanti grezzi